# ČT art
ČT art je televizní stanice České televize zaměřená na kulturu. Vysílání zahájila 31. srpna 2013 společně s dětským kanálem ČT :D, s nímž sdílí vysílací pozici. 

## Historie
Vysílání kulturní stanice ČT art zahájila Česká televize ve 20 hodin, prvním odvysílaným filmem se stal Alois Nebel. Na ČT art byly přesunuty kulturní pořady, které byly do té doby vysílány převážně na stanici ČT2. Výkonným ředitelem nového kanálu byl jmenován Tomáš Motl. Stanice je v provozu mezi osmou hodinou večerní a šestou ranní (původně pouze přibližně do 2.00), v době od 6.00 do 20.00 je na stejné vysílací pozici šířen dětský televizní kanál ČT :D. V roce 2013 Česká televize uvažovala, že výhledově by se ČT :D a ČT art měly stát samostatnými a plnohodnotnými televizními stanicemi.

## Programová skladba
Každý den zahajuje vysílání ČT art ve 20 hodin zpravodajská relace Události v kultuře, doplněna živými vstupy z akcí a publicistickou talkshow ke kulturním tématům. Následují programové bloky, každý den s odlišnými tématy:
- pondělí – Z první řady (záznamy divadelních představení), studentská tvorba, tvorba Slovenské televize
- úterý – ArtZóna
- středa – Klobouk dolů
- čtvrtek – Životy slavných
- pátek – Pop-rockové podium
- sobota – Je nám ctí... – významné osobnosti, témata nebo akce, hudební pořad Tečka za sobotní nocí
- neděle – světový artový film v původním znění, klasická hudba

## Způsob vysílání
Stanice svůj program šířila v pozemním digitálním vysílání ve standardu DVB-T v multiplexu 1a (který vznikl rozšířením původně plánovaných regionálních sítí 7, 10, 20). Od 9. října 2013 do 31. března 2018 šířil svůj signál také v celoplošném multiplexu 3, jeho pozici převzal nově vzniklý kanál Prima Krimi. Od 24. dubna 2018 byl kanál ČT :D/art dostupný v multiplexu 1. Vysílání DVB-T bylo ukončeno 30. září 2020. Od 29. března 2018 vysílá ČT art ve vysokém rozlišení v multiplexu 21 ve standardu DVB-T2. Dvojkanál ČT :D / ČT art HD je také dostupný přes satelit, kabelovou televizi a IPTV. 